# Proteuxoa etoniana
Proteuxoa etoniana là một loài bướm đêm trong họ Noctuidae.